# Biblioteka Narodowa Korei
Biblioteka Narodowa Korei – biblioteka narodowa Korei Południowej znajdująca się w Seulu. Powstała w 1945 roku. Jej zbiory liczą ponad 11 milionów woluminów (2018), w tym ponad milion zagranicznych książek. 

## Historia
Biblioteka Narodowa została założona 15 października 1945 roku. Biblioteka działa na podstawie ustawy o bibliotekach z 1963 roku. W 2016 roku przepisy dotyczące egzemplarza obowiązkowego poszerzono o materiały online. 
Bibliotece Narodowej podlegają: Biblioteka Narodowa dla Dzieci i Młodych Dorosłych, która powstała w 2006 roku, działająca od 2013 roku Biblioteka Narodowa Korei w Sedżong i istniejąca od 2012 roku Biblioteka Narodowa dla Osób Niepełnosprawnych. W 2009 roku został otwarta biblioteka cyfrowa w której do końca 2018 roku został zdigitalizowanych prawie 900 000 książek. Biblioteka we współpracy z Chińską Biblioteką Narodową i Narodową Biblioteką Parlamentarną Japonii tworzy CJK Digital LIbrary, który udostępnia on-line książki wydane w tych krajach.

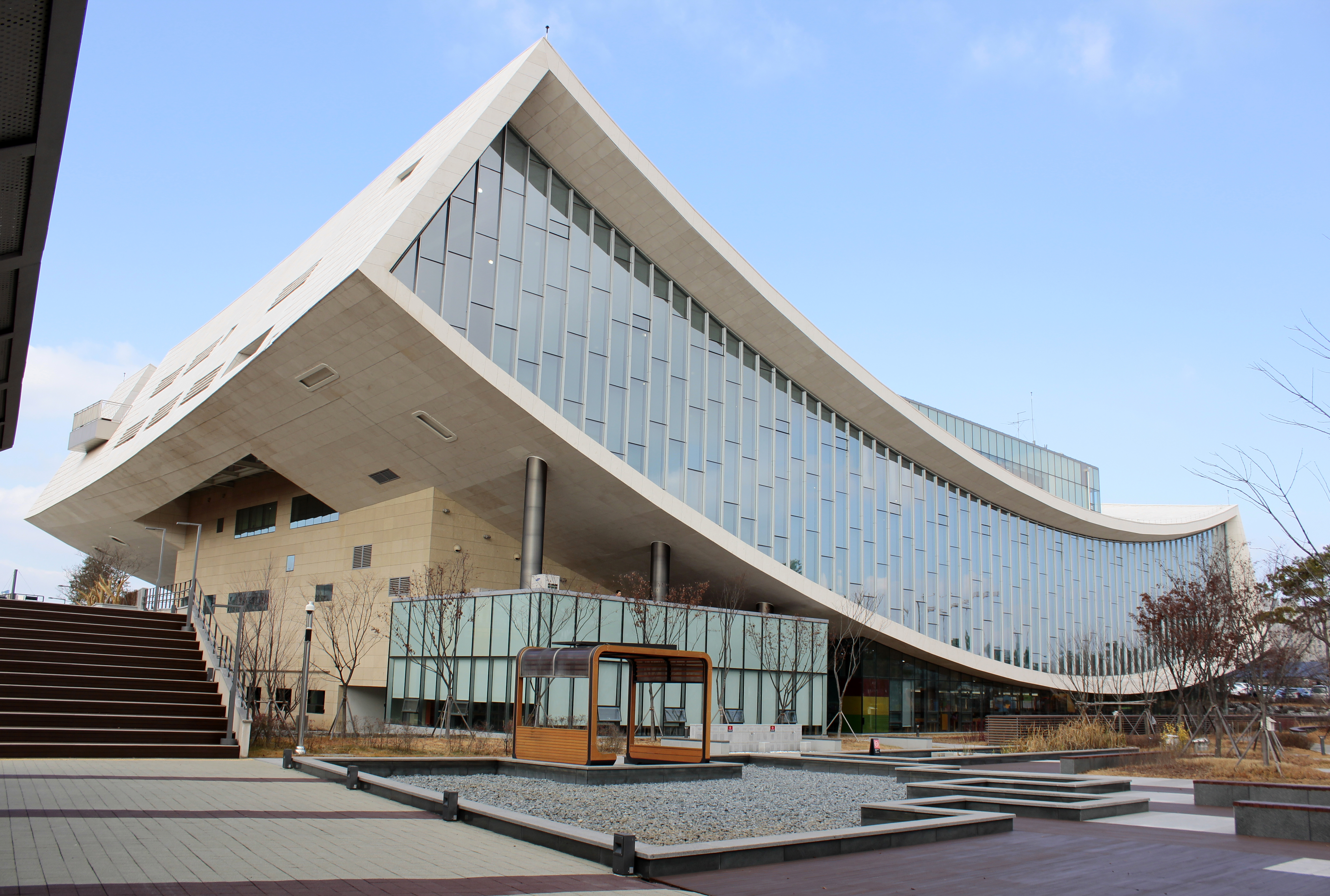
Budynek Biblioteki Narodowej w Sedżong.

### Biblioteka Narodowa Korei w Sejong
W 2006 roku podjęto decyzję o budowie oddziału Biblioteki Narodowej w Sedżong, nowo budowanym mieście do którego zostały przeniesione siedziby niektórych ministerstw i agencji rządowych. Nowy budynek został zaprojektowany przez  Samoo Architects & Engineers. Geometryczna forma budynku przypomina wygiętą kartkę książki. Biblioteka powstała, aby zapewnić dostęp do informacji administracyjnej urzędnikom publicznym, ale jest dostępna dla wszystkich.

## Budynek
Główna siedziba biblioteki mieści się w Seulu. Budynek został oddany w maju 1988 roku. Od 2017 roku prowadzona jest jego modernizacja.

## Zbiory
Zgodnie z ustawa o bibliotekach z 1963 roku każdy druk wydany w Korei powinien być w ciągu 30 dni przekazany do Biblioteki Narodowej, która wydaje zaświadczenie o przekazaniu i pokrywa jego koszty. Biblioteka ma prawo do 2 egzemplarzy, z których jeden jest udostępniany, a drugi archiwizowany. Od 2016 roku obowiązkiem tym objęto materiały on-line.  Najcenniejszą częścią zbiorów jest kolekcja 270 000 książek wśród których znajduje się kolekcja 867 książek w ponad 3000 woluminów sprzed XVII wieku. Większość książek z tej kolekcji została zdigitalizowana i jest dostępna w bibliotece cyfrowej. Biblioteka gromadzi cyfrowe kopie dokumentów związanych z Koreą, których nie posiada w swoich zbiorach.

## Window of Korea
Dzięki współpracy Koreańskiej Biblioteki Narodowej z Dolnośląską Bibliotekę Publiczną, we Wrocławiu powstała biblioteka nosząca nazwę Window of Korea. W jej zbiorach znalazło się kilka tysięcy książek w języku koreańskim przekazane przez Bibliotekę Narodową Korei oraz zbiory w języku polskim i angielskim poświęcone Korei. Biblioteka ma służyć Koreańczykom mieszkającym i pracującym we Wrocławiu i okolicach oraz wszystkim zainteresowanym językiem i kulturą koreańską.